# Dean Chance
Wilmer Dean Chance (Wooster, 1º giugno 1941 – Wooster, 11 ottobre 2015) è stato un giocatore di baseball e dirigente sportivo statunitense.

## Carriera
Chance firma il suo primo contratto professionistico dopo le superiori con i Baltimore Orioles e passa i due anni successivi (1959-1960) a giocare nelle leghe minori. Nel dicembre 1960 viene selezionato dai Los Angeles Angels all'American League expansion draft. Dopo aver passato gran parte del 1961 al livello AAA, a fine stagione passa in Major League. La sua stagione da rookie nel 1962 è straordinaria, con una Media PGL (ERA) di 2.96, ma quella successiva non è altrettanto buona. Nel 1964 vince il Cy Young Award, ha la migliore ERA dell'American League e la sua squadra vince la lega. A fine del 1966 viene ceduto ai Minnesota Twins.
Ai Twins però è protagonista di un'ottima stagione e il 6 agosto 1967 è protagonista di una partita perfetta, accorciata però a cinque inning per pioggia, contro i Boston Red Sox. Vince il premio AL Comeback Player of the Year. La sua carriera declina dopo il 1968 e nel 1970 passa ai Cleveland Indians; non finisce lì la stagione però: viene presto girato ai New York Mets. L'anno successivo è ai Detroit Tigers, con cui chiude la carriera la stagione stessa.
Nelle sue 11 stagioni da professionista ha giocato 406 partite come pitcher, con un'ERA di 2.92. Era un notoriamente un debole battitore: ha una media in carriera di 0.066. Ha partecipato due volte all'American League All-Star Game. In tre stagioni ha superato i 200 strikeout.
Negli anni novanta passa al pugilato e fonda la International Boxing Association.